# 筑波スポーツ科学研究所
筑波スポーツ科学研究所（つくばスポーツかがくけんきゅうじょ）は茨城県土浦市に所在する研究機関である。

## 概要
ジョイフルアスレティッククラブ土浦店内に開設されておりクラブ施設内にて研究指導が行われ、スポーツ科学に関する学術研究がなされている。筑波大学における体育学系の研究科などと、学術面での交流が盛んである。日本国内において、いくつかの競技にて著名な指導者を輩出している。高橋伍郎が顧問、三屋裕子が副所長をつとめる。

## 所在
茨城県土浦市中村南4-11-7 株式会社 ジョイフルアスレティッククラブ 土浦店内